# سحب الأسلاك

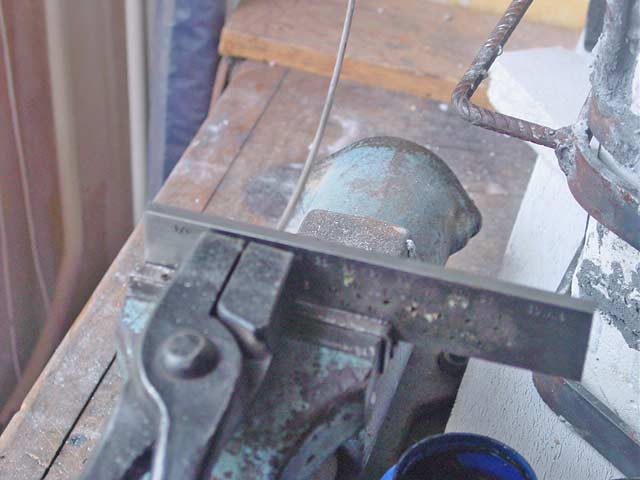
سحب أسلاك فضية يدوياً.

سحب الأسلاك  (أو التضييق الخانق ) هي عملية من عمليات صنع الأدوات المعدنية التي تهدف إلى تقليل المقطع العرضي للأسلاك من خلال سحبها عبر قوالب خاصة.
يمكن استخدام الأسلاك المسحوبة في عدة تطبيقات منها التمديد الكهربائي والمشغولات اليدوية.